# Torneo Albert Schweitzer 2008
Il Torneo Albert Schweitzer 2008 si è svolto nel 2004 nella città tedesca di Mannheim.

## Classifica finale
| Pos. | Squadra       |
| ---- | ------------- |
|      | Grecia        |
|      | Turchia       |
|      | Australia     |
| 4.   | Stati Uniti   |
| 5.   | Canada        |
| 6.   | Argentina     |
| 7.   | Spagna        |
| 8.   | Svezia        |
| 9.   | Germania      |
| 10.  | Croazia       |
| 11.  | Francia       |
| 12.  | Italia        |
| 13.  | Russia        |
| 14.  | Nuova Zelanda |
| 15.  | Israele       |
| 16.  | Paesi Bassi   |